# Sangue del mio sangue
Pour plus de détails, voir Fiche technique et Distribution.
Sangue del mio sangue est un film franco-helvéto-italien réalisé par Marco Bellocchio, présenté en compétition à la Mostra de Venise 2015, et présenté dans la section Maîtres du cinéma (« Masters ») au Festival international du film de Toronto 2015. Sa sortie en salles a eu lieu en Suisse le 17 septembre 2015 (11 novembre en Suisse Romande, 2016 en Suisse Allemande), et en France le 7 octobre 2015.

## Fiche technique
- Titre original : Sangue del mio sangue
- Réalisation : Marco Bellocchio
- Scénario : Marco Bellocchio
- Musique : Carlo Crivelli
- Photographie : Daniele Cipri
- Montage : Francesca Calvelli, Claudio Misantoni
- Décors : Andrea Castorina
- Costumes : Daria Calvelli
- Sociétés de production : Kavac Film, IBC Movie, Rai Cinema, SofiTVciné 2
- Distribution : Bellissima Films
- Pays d'origine :  Italie |  France |  Suisse
- Budget :
- Langue originale : italien
- Format : couleur
- Durée : 105 minutes
- Dates de sortie :
  -  Italie : septembre 2015 (Mostra de Venise)
  -  Suisse : 17 septembre 2015
  -  France : 7 octobre 2015

## Distribution
- Roberto Herlitzka : Le comte
- Pier Giorgio Bellocchio : Federico
- Alba Rohrwacher : Maria Perletti
- Lidiya Liberman : Benedetta
- Federica Fracassi (it) : Marta Perletti
- Toni Bertorelli : Le docteur Cavanna
- Fausto Russo Alesi : Cacciapuoti
- Alberto Cracco : L'inquisiteur franciscain
- Bruno Cariello : Angelo
- Filippo Timi : Le fou
- Elena Bellocchio : Elena
- Ivan Franek : Rikalkov
- Patrizia Bettini : La femme du comte
- Sebastiano Filocamo : Le Père confesseur
- Alberto Bellocchio : Le cardinal Federico Mai

## Distinction

### Récompense
- Mostra de Venise 2015 : Prix FIPRESCI